# Sinagoga Cahal Cicu
Cahal Cicu sau Cico sau Kahal Kadosh Shalom (în ebraică קהל צ'יקו) (în limba ladino: Kahal Chiko) a fost sinagoga mică a comunității evreiești sefarde din București. Lăcașul a fost construit în anul 1846 și devastat în timpul Pogromului din 1941. Edificiul a fost refăcut după război și demolat în 1985 pentru a face loc Bulevardului Unirii.

## Istoria
Sinagoga în prima ei versiune a fost inaugurată în 1846. După dărâmarea ei s-a reclădit în 1883. 
Între rabinii care au slujit aici se pot menționa Eliezer Papo, cunoscut pentru erudiția sa talmudică și al cărui mormânt la Silistra a devenit un loc de pelerinaj,  Yosef Bensenior, care la jumătatea secolului al XIX-lea a fost hazan și Av Beit Din, președintele tribunalului religios al obștii sefarde din București  precum și dr.Iacob Ițhak Niemirower în vremea în care, deși de origine așkenază el a îndeplinit funcția de șef rabin al evreilor sefarzi din București. Mulți reprezentanți ai elitei evreilor sefarzi din România s-au rugat în acest templu și au participat la conducerea lui:Davicion Bally, Hillel Manoah, Nissim Halfon, Jacques M. Elias și alții.
La inaugurarea pietrii de temelie a noii clădiri în 1883 a luat cuvantul rabinul Yosef Bensenior, care i-a elogiat pe inițiatoriii proiectului și a exprimat bucuria comunității. În continuare rabinul Matitiyahu Tzurmani a recitat psalmi, iar rabinii dr.Meyr Moritz Beck și dr.Moses Gaster au explicat însemnătatea construirii lăcașului de cult în iudaism. Rabinul Ițhak David Bally a citit în română și ebraică despre istoria sinagogii.
Sinagoga avea o clădire de dimensiuni mijlocii, în formă de bazilică, cu două cupole, trei nave și două etaje și poseda 300 locuri. Pe acoperișul fațadei erau reprezentate Tablele Legii. Fațada centrală cu poarta principală era ușor retrasă față de cele două aripi laterale, care erau înzestrate cu intrări și cu scări spre sectorul femeilor - Ezrat nașim - din galeria de la etaj 
Sinagoga a fost devastată de participanți la Rebeliunea legionară în ianuarie 1941. Spre deosebire de Sinagoga Mare Spaniolă Cahal Grande, ea nu a fost arsă, după câte se pare, pentru ca incendiul să nu pună în pericol casele vecine. După terminarea războiului
a fost renovată.
După Cutremurul din 1977, templul a fost renovat și redeschis in 1978. În 1986, în cadrul proiectului de sistematizare a Capitalei lansat de președintele Nicolae Ceaușescu a fost dărâmată împreună cu Sinagoga Malbim și multe alte edificii, inclusiv case istorice și biserici creștine, pentru a face loc Bulevardului Unirii.